# Hydroxymethylgruppe

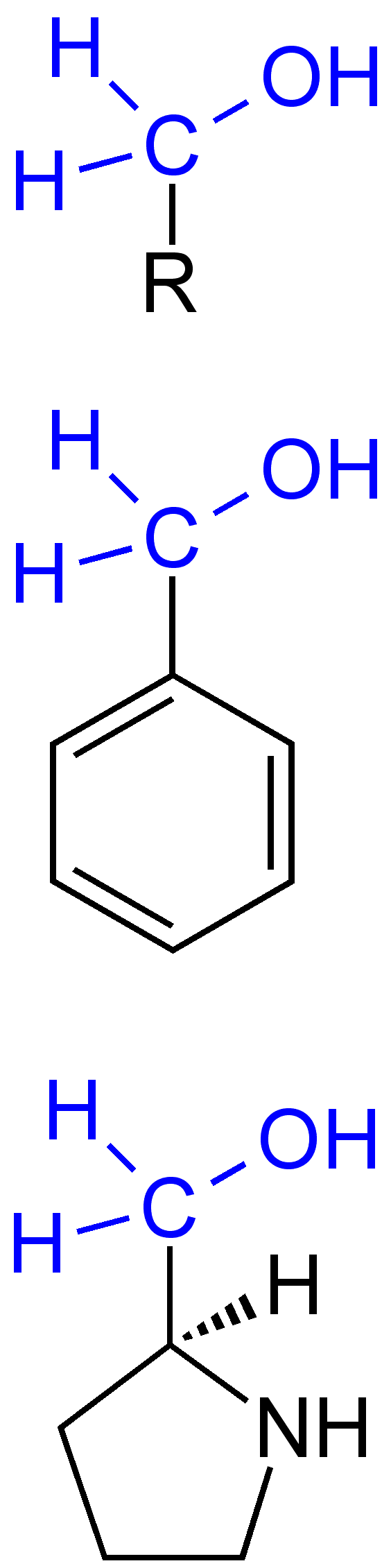
Hydroxymethylgruppe (blau markiert) in einer allgemeinen Strukturformel (oben, R = Wasserstoffatom oder ein Organyl-Rest), in Benzylalkohol und in (S)-Prolinol (unten).

Die Hydroxymethylgruppe (auch Methylolgruppe genannt) ist in der Chemie eine funktionelle Gruppe mit der Strukturformel –CH2–OH. Die Gruppe besteht aus einer Methylengruppe (–CH2–) mit einer Hydroxygruppe (–OH), die jeweiligen Verbindungen gehören also zu den Alkoholen. Die Hydroxymethylgruppe besitzt die gleiche Summenformel wie die Methoxygruppe (–O–CH3), unterscheidet sich aber von ihr im Anlagerungsort des Sauerstoffatoms, der Orientierung des Molekülrests und den chemischen Eigenschaften (siehe Isomerie).
Zu den einfachsten chemischen Verbindungen mit einer Hydroxymethylgruppe zählen Methanol (H–CH2–OH) und Ethanol (CH3–CH2–OH).
An CH-acide Verbindungen kann die Hydroxymethylgruppe durch Aldolreaktion mit Formaldehyd eingeführt werden. Dies wird zum Beispiel bei der Synthese von Pentaerythrit, Trimethylolpropan oder TRIS ausgenutzt oder bei der technischen Herstellung von Aminoplasten. In aromatische Verbindungen lassen sich durch elektrophiler Substitution mit Formaldehyd im sauren Milieu Hydroxymethylgruppen einführen.
Präparativ interessant sind unter anderem auch Derivate des Benzylalkohols. Unter sauren Bedingungen kann deren Hydroxygruppe protoniert und anschließend als Wasser abgespalten werden, wodurch ein gut mesomeriestabilisiertes Benzylkation gebildet wird. In Gegenwart von nukleophilen Anionen werden diese die benzylische Position absättigen. Dies wird beispielsweise bei der Blanc-Reaktion ausgenutzt. In Gegenwart von Salzsäure wird aus einem Benzylalkohol zunächst die Hydroxyfunktion abgespalten. An das entstandene Kation lagert sich dann ein Chloridion der Salzsäure an und es entsteht ein Derivat des Benzylchlorids.
Das Methylolkation bildet sich aus Formaldehyd und dem Proton einer Säure, z. B. Salzsäure. Bei der Herstellung von Novolaken treten Methylolkationen intermediär auf.
Die Hydroxymethylgruppe sollte nicht mit der Hydroxyethylgruppe verwechselt werden.